# Zezuj
Zezuj (deutsch Sensujen) ist ein Ort in der polnischen Woiwodschaft Ermland-Masuren. Er gehört zur Gmina Stawiguda (Landgemeinde Stabigotten) im Powiat Olsztyński (Kreis Allenstein).

## Geographische Lage
Zezuj liegt 700 Meter südlich des Wemitter Sees (polnisch Jezioro Wymój) an der Passarge (polnisch Pasłęka) im Westen der Woiwodschaft Ermland-Masuren. Bis zur früheren Kreisstadt Osterode in Ostpreußen (polnisch Ostróda) sind es 27 Kilometer in westlicher Richtung, bis zur heutigen Kreismetropole Olsztyn (deutsch Allenstein) 16 Kilometer in nordöstlicher Richtung.

## Geschichte
Der 1540 erstmals erwähnte Ort Sensujen bestand aus ein paar kleinen Gehöften. Von 1874 bis 1945 war er in den Amtsbezirk Manchengut (polnisch Mańki) im Kreis Osterode in Ostpreußen eingegliedert.
65 Einwohner zählte Sensujen im Jahre 1910. Ihre Zahl belief sich 1933 auf 60 und 1939 auf 66.
Als 1945 in Kriegsfolge das gesamte südliche Ostpreußen an Polen abgetreten werden musste, war auch Sensujen davon betroffen. Der Ort erhielt die polnische Namensform „Zezuj“ und ist heute eine Ortschaft innerhalb der Gmina Stawiguda (Landgemeinde Stabigotten) im Powiat Olsztyński (Kreis Allenstein), bis 1998 der Woiwodschaft Olsztyn, seither der Woiwodschaft Ermland-Masuren zugehörig. Am 29. Januar 2020 zählte Zezuj 13 Einwohner.

## Kirche
Bis 1945 war Sensujen in die evangelische Kirche Manchengut (polnisch Mańki) in der Kirchenprovinz Ostpreußen der Kirche der Altpreußischen Union, außerdem in die römisch-katholische Kirche Hohenstein i.Ostpr. (polnisch Olsztynek) eingepfarrt.
Heute gehört Zezuj katholischerseits zur Pfarrei Stawiguda (Stabigotten) im Erzbistum Ermland, evangelischerseits zur Kirchengemeinde Olsztynek, einer Filialgemeinde der Christus-Erlöser-Kirchengemeinde Olsztyn (Allenstein) in der Diözese Masuren der Evangelisch-Augsburgischen Kirche in Polen.

## Verkehr
Zezuj liegt an einer Nebenstraße, die Miodówko (Honigswalde, bis 1908 Mniodowko) mit Zezuty (Sensutten) verbindet. Am Südostrand des Ortes verläuft die Schnellstraße 51, deren nächstgelegene Anschlussstelle Stawiguda ist.
Stawiguda ist auch die nächste Bahnstation und liegt an der Bahnstrecke Działdowo–Nidzica–Olsztyn (deutsch Soldau–Neidenburg–Allenstein).